# Spilocuscus kraemeri
Spilocuscus kraemeri är en pungdjursart som först beskrevs av Schwarz 1910. Spilocuscus kraemeri ingår i släktet fläckkuskusar och familjen klätterpungdjur. IUCN kategoriserar arten globalt som nära hotad. Inga underarter finns listade.
Pungdjuret förekommer på Amiralitetsöarna norr om Nya Guinea. Arten vistas där i skogar och människans trädgårdar.